# Église Sainte-Félicité de Souk El Arba
Pour les articles homonymes, voir Église Sainte-Félicité.
L'église Sainte-Félicité de Souk El Arba, située dans la ville de Jendouba (anciennement Souk El Arba) en Tunisie, est une église catholique construite en 1895 pendant le protectorat français. Cédée au gouvernement tunisien en 1964, elle abrite désormais un centre de formation.

## Historique de l'église
Les premiers offices se tiennent dans deux baraques louées pour trois ans par un habitant, M. Bigaoui, en décembre 1888. Une telle ferveur justifie que la ville soit érigée en paroisse dès 1890. L'abbé Chatelain qui en a la charge lance un comité de souscription qui permet de réunir les fonds nécessaires à la construction d'une église. Le terrain est offert par la municipalité mais il est refusé par l'archevêque de Carthage, Mgr Charles Lavigerie, car il est situé en quartier musulman. Un autre terrain situé dans le quartier européen est finalement trouvé.
Le chantier démarre en 1891 d'après des plans dessinés par l'architecte Bonnet. Faute de crédits suffisants, seul le chœur est d'abord bâti. Les successeurs de l'abbé Chatelain continuent la construction de l'église qui est achevée en 1895 et consacrée à sainte Félicité.
Malheureusement, le sol sur lequel repose l'édifice est instable à cause de sa nature argilo-marneuse, ce qui explique que ce type de terrain « s'imbibant des pluies d'hiver se dilate et en été se dessèche et produit de larges et profondes crevasses, et quand ces crevasses s'étendent sous les fondations d'une maison, les murs s'affaissent et se lézardent ». L'église est restaurée à de multiples reprises pour combler les lézardes qui ne cessent d'apparaître. En 1918, on doit même se résoudre à réaliser un chaînage pour empêcher l'effondrement du bâtiment mais cela n'empêche pas l'écroulement du plafond en 1921. Il n'y a alors pas d'autre choix que de transférer les offices dans le seul local qu'on ait pu trouver, un corridor de 2,20 mètres de largeur sur 15 mètres de longueur.
Un nouveau comité de souscription est lancé par l'abbé Neu afin de restaurer l'église. Les 10 000 francs récoltés permettent de lancer les travaux de consolidation. L'église est rouverte au culte en septembre 1925.
|      | Baptêmes | Mariages | Sépultures |
| ---- | -------- | -------- | ---------- |
| 1900 | 31       | 8        | 17         |
| 1910 | 40       | 8        | 14         |
| 1920 | 20       | 10       | 8          |
| 1930 | 32       | 3        | 12         |
| 1940 | 23       | 7        | 11         |
| 1950 | 38       | 10       | 3          |
| 1960 | 5        | 3        | 1          |

## Bâtiment après l'indépendance
L'indépendance du pays provoque le départ de nombreux Européens vers la France et l'Italie mais la région, essentiellement agricole, est moins touchée que les grandes villes par le départ des fonctionnaires. La nationalisation des terres européennes le 12 mai 1964 change tout. Les colons français comme italiens sont expulsés de leur maison et n'ont d'autre choix que de quitter la région. Le modus vivendi signé entre le gouvernement tunisien et le Vatican le 10 juillet 1964 prend acte de cette disparition de la communauté chrétienne du Sers. Son église est cédée au gouvernement tunisien avec l'assurance qu'elle ne sera utilisée qu'à des fins d'intérêt public compatibles avec son ancienne destination. Les cloches sont alors descendues par des pères blancs de Thibar pour être envoyées au Mali.
Après avoir abrité un centre de formation, elle accueille actuellement la production artisanale d'une association de handicapés.

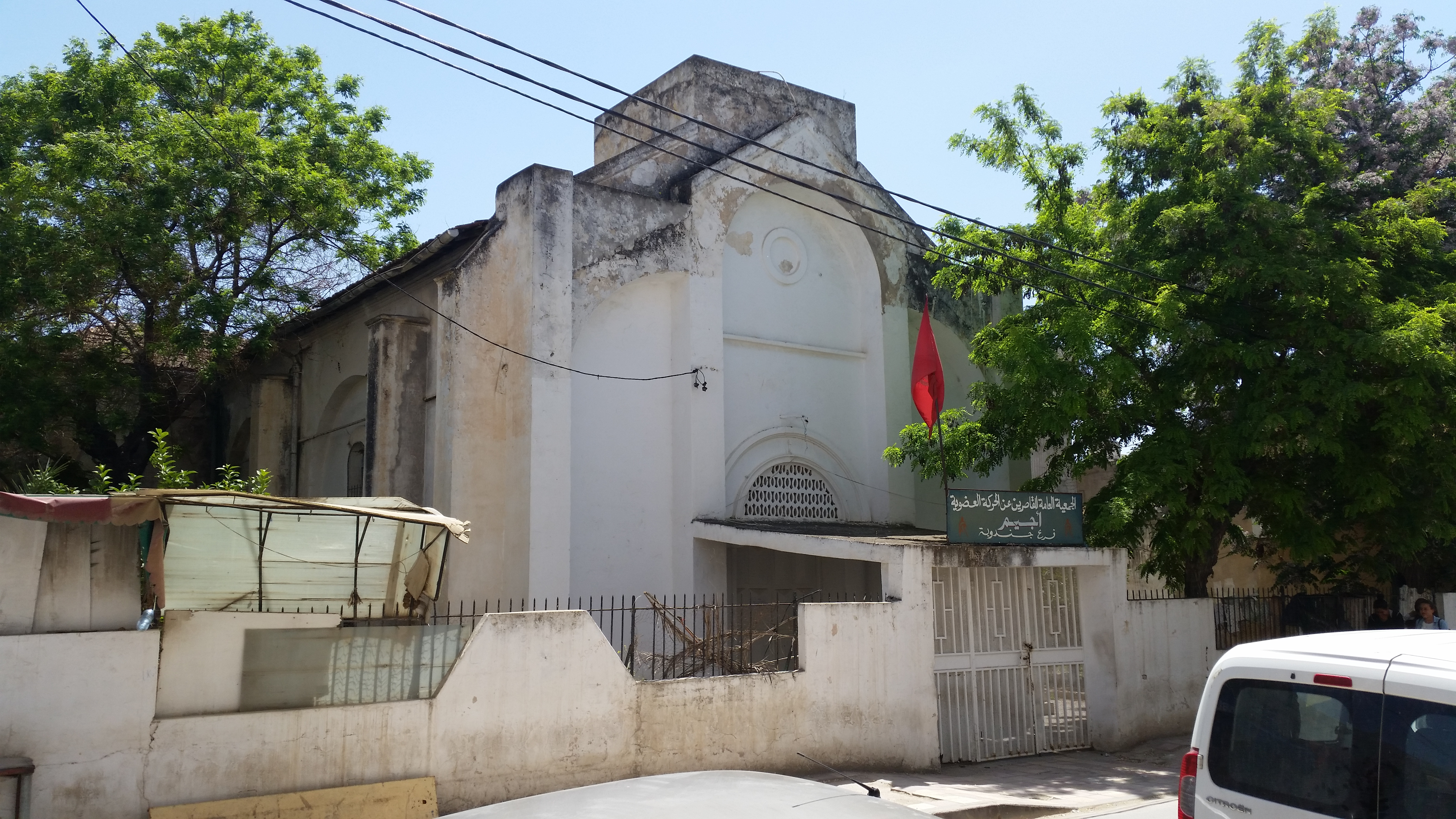
Façade nord-est.
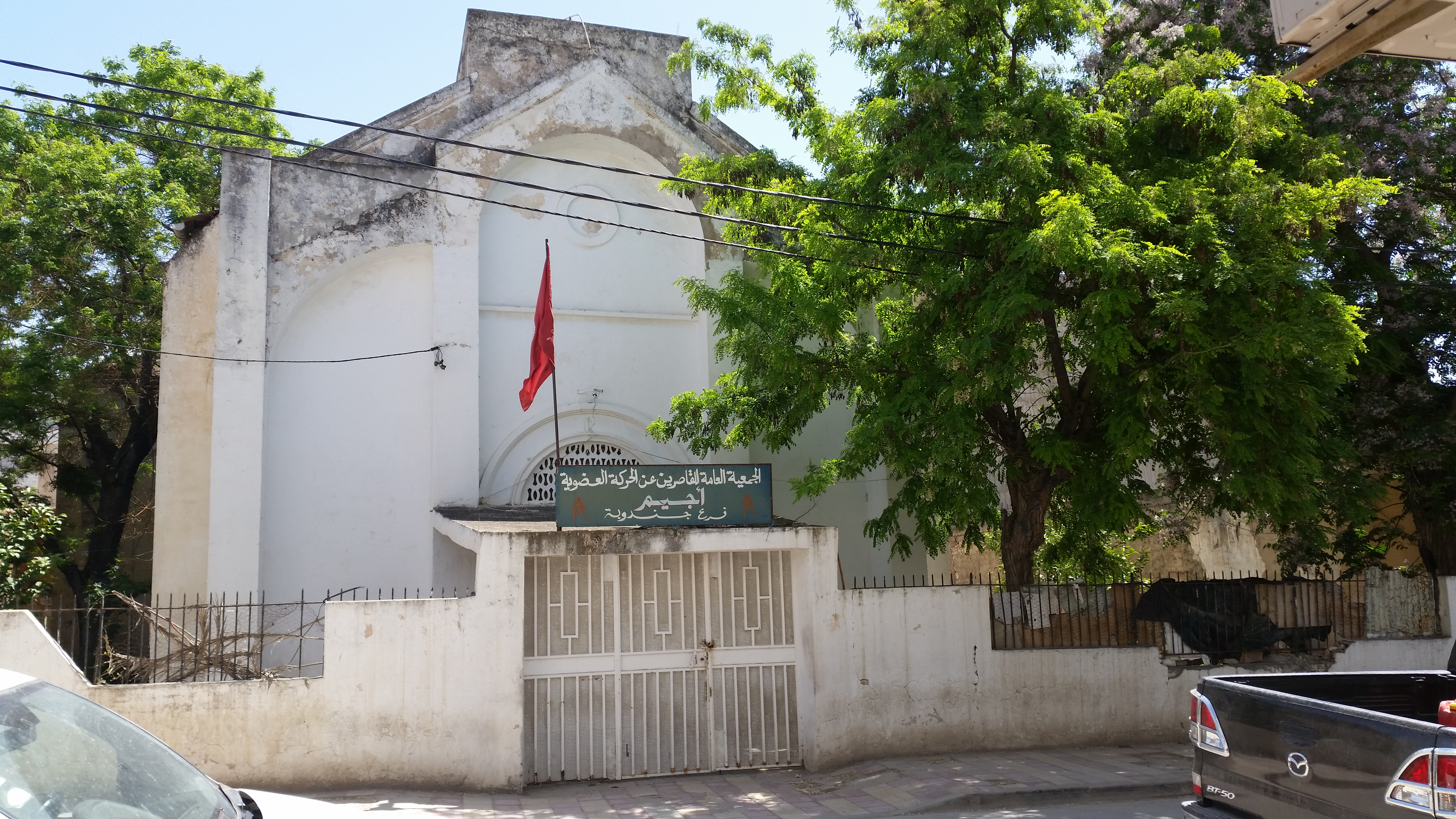
Façade nord-ouest.
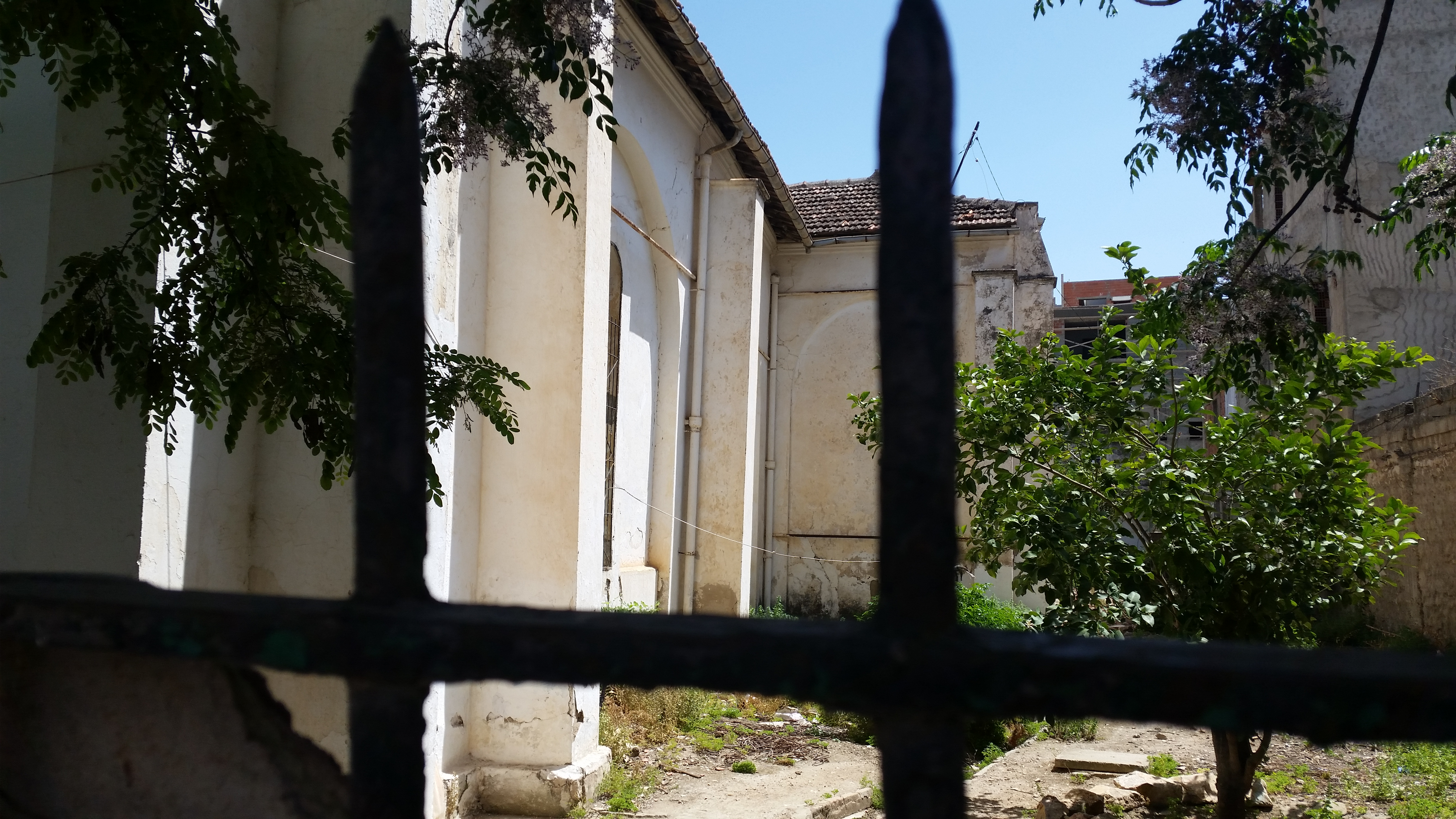
Façade sud-ouest.
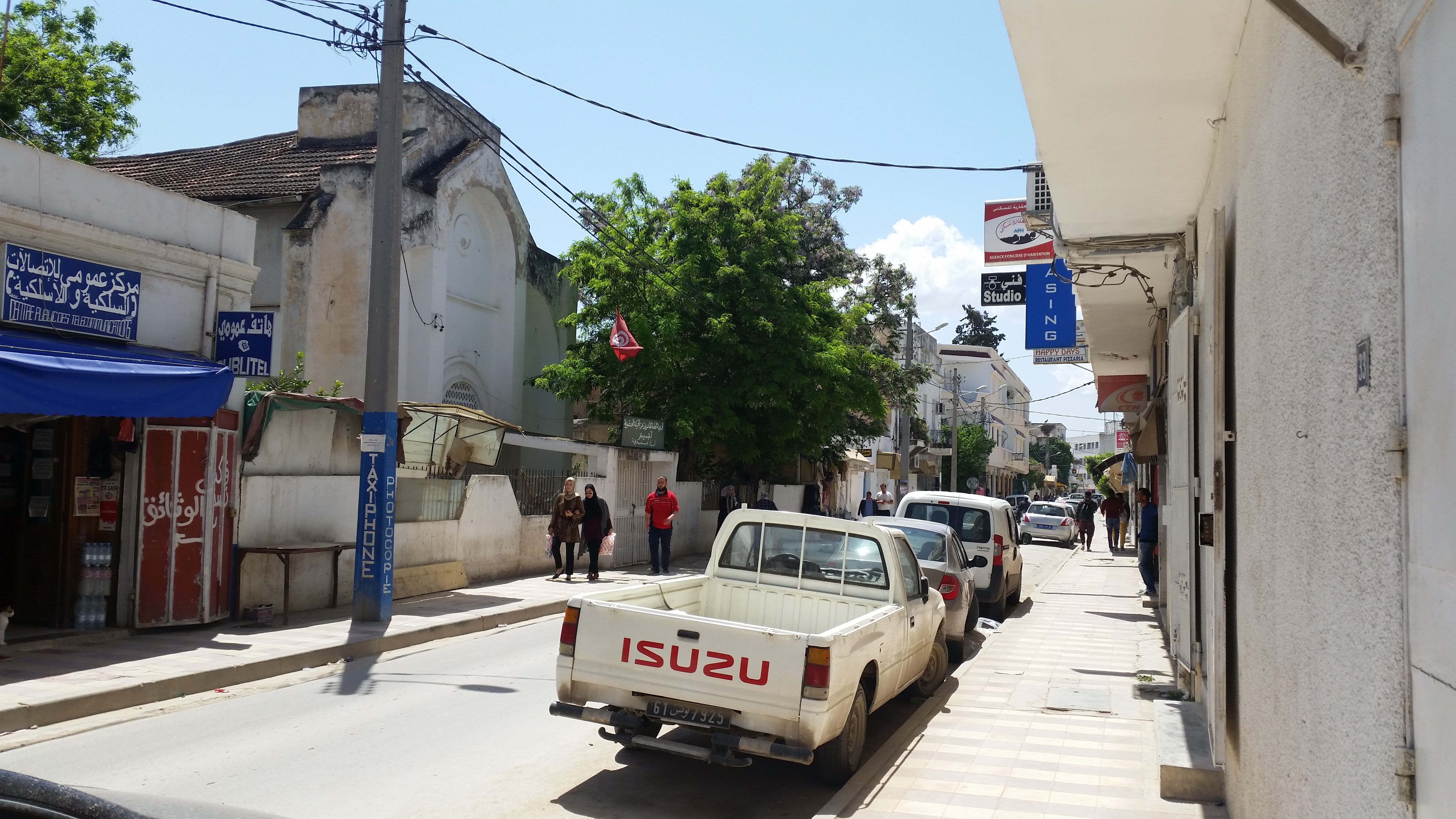
Vue générale.
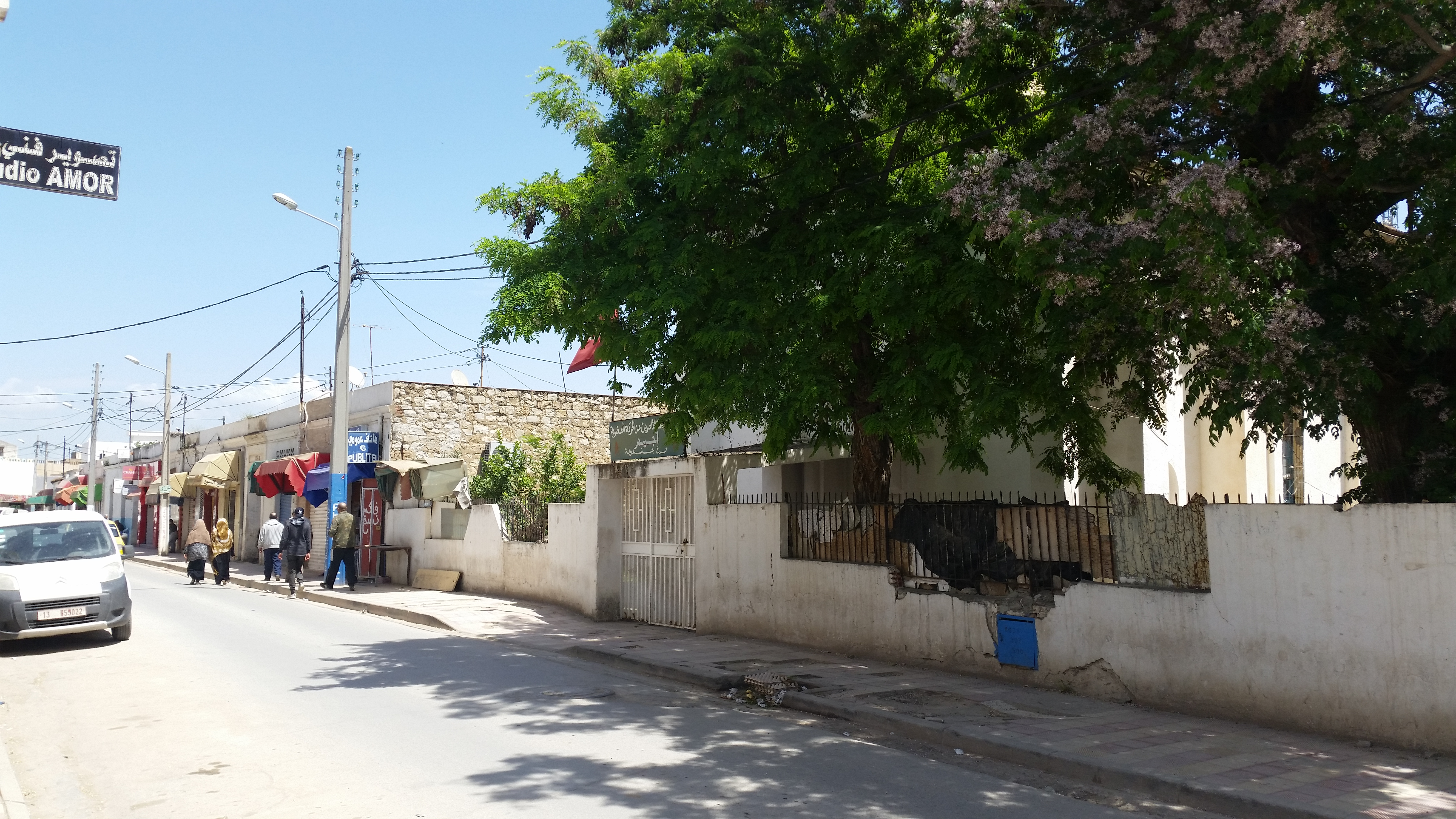
Vue générale.

## Prélats responsables de la paroisse
- Abbé Chatelain (1890-1892) ;
- Abbé Maës (1903-1912) ;
- Abbé Orinel (1915-1921) ;
- Abbé Neu (1921-1927, 1932-1938) ;
- Abbé Van Cricken (?-1964).